# 모임 (집합론)
집합론에서 모임 또는 클래스(영어: class)는 특정한 성질을 만족하는 집합(혹은 그 외의 수학적 대상)을 모은 것이다. 모임은 지나치게 커서 집합이 아닐 수 있으며, 이렇게 집합이 아닌 모임을 고유 모임(固有모임, 영어: proper class)이라고 한다.

## 정의

### 체르멜로-프렝켈 집합론에서의 정의
모임의 정의는 표준적인 집합론(체르멜로-프렝켈 집합론의 확장)에서는 형식적으로 다룰 수 없고, 비형식적으로만 다루어진다. 이 경우, "모임"은 어떤 1변수 술어 {\displaystyle \phi (x)}와 동의이다. 술어 {\displaystyle \phi }에 대응하는 모임은 보통
{\displaystyle \{x\colon \phi (x)\}}
로 쓰며,
{\displaystyle \phi (x){\stackrel {\text{def}}{\iff }}x\in \{y\colon \phi (y)\}}
이다. 술어 {\displaystyle \phi (x)}에 대하여, 만약
{\displaystyle \phi (x)\iff x\in S}
인 집합 {\displaystyle S}가 존재한다면, 모임 {\displaystyle \{x\colon \phi (x)\}}를 집합 {\displaystyle S}로 간주한다. 그러나 집합으로 간주할 수 없는 모임은 고유 모임이라고 한다.
두 술어 {\displaystyle \phi ,\chi }에 대하여, 만약 {\displaystyle \phi (x)}가 {\displaystyle \chi (x)}를 함의한다면, {\displaystyle \{x\colon \phi (x)\}}가 {\displaystyle \{x\colon \chi (x)\}}의 부분 모임(영어: subclass)이라고 한다.
{\displaystyle \left(\forall x\colon \phi (x)\implies \chi (x)\right){\stackrel {\text{def}}{\iff }}\{x\colon \phi (x)\}\subset \{x\colon \chi (x)\}}
마찬가지로, 두 모임의 합모임·교모임·차모임 등을 정의할 수 있다.

### 모임 이론에서의 정의
폰 노이만-베르나이스-괴델 집합론이나 모스-켈리 이론 등에서는 다루는 대상이 기본적으로 집합이 아니라 모임이다. 이 경우, 이론에서 다루는 모든 대상은 모임이며, 모임 {\displaystyle X} 가운데 이를 원소로 포함하는 다른 모임이 있을 경우 집합이라고 한다.
{\displaystyle \operatorname {Set} (X)\iff \exists Y\colon X\in Y}
집합이 아닌 모임, 즉 다른 모임의 원소가 될 수 없는 모임은 고유 모임이라고 한다.

### 기타 집합론에서의 정의
새 기초(영어: New Foundations)와 같은 이론의 경우에도 집합이 아닌 모임이 존재하나, 이 경우 집합은 고유 모임인 부분 모임을 가질 수 있다.

## 성질
체르멜로-프렝켈 집합론이나 폰 노이만-베르나이스-괴델 집합론, 모스-켈리 이론 등에서는 다음이 성립한다. (이들 가운데 일부는 새 기초 등에서 성립하지 않는다.) 모임 {\displaystyle X}에 대하여, 다음 조건들이 동치이다.
- {\displaystyle X}는 집합이다.
- {\displaystyle X}의 모든 부분 모임은 집합이다.
- {\displaystyle X}를 원소로 하는 모임이 존재한다.
- {\displaystyle X}를 원소로 하는 집합이 존재한다.
- {\displaystyle X}를 원소로 하는 고유 모임이 존재한다.

폰 노이만-베르나이스-괴델 집합론, 모스-켈리 이론 등, 대역적 선택 공리(영어: axiom of global choice)를 포함하는 이론에서는 다음 조건들이 위 조건들과 추가로 동치이다.
- {\displaystyle X}는 모든 순서수의 모임 {\displaystyle \operatorname {Ord} }와 일대일 대응을 갖지 않는다.
- {\displaystyle X}와 일대일 대응을 갖지 않는 고유 모임이 존재한다.
- 임의의 고유 모임 {\displaystyle Y}에 대하여, {\displaystyle X}는 {\displaystyle Y}와 일대일 대응을 갖지 않는다.

## 예
모든 집합은 모임이다. 고유 모임의 예로는 다음을 들 수 있다. 이들 가운데 여럿의 경우, 이들이 집합이 아니라는 정리는 역설로 불린다. 이는 집합론의 초기에는 집합과 고유 모임의 차이가 명확하지 않았기 때문에 이들이 모순적으로 여겨졌기 때문이다.
- 모든 집합의 모임 {\displaystyle V=\{x\colon x=x\}}. (폰 노이만 전체)
- 모든 기수의 모임 {\displaystyle \operatorname {Card} }. 이는 칸토어 역설에 따라 고유 모임이다.
- 모든 순서수의 모임 {\displaystyle \operatorname {Ord} }. 이는 부랄리포르티 역설에 따라 고유 모임이다.
- 스스로를 원소로 갖지 않는 집합의 모임 {\displaystyle \{x\colon x\notin x\}}. 이는 러셀의 역설에 따라 고유 모임이다. 사실, 정칙성 공리에 따라 이는 전체 모임 {\displaystyle V}와 같다.
- 모든 군들의 모임, 모든 환들의 모임, 모든 위상 공간들의 모임 따위 역시 고유 모임이다. 이러한 고유 모임들은 범주론에서 자주 다루게 된다.